# 阿斯特夫人
卡洛琳·韦伯斯特·阿斯特（英語：Caroline Webster Astor；1830年9月22日—1908年10月30日），本名“卡洛琳·韦伯斯特·舍默霍恩”（英語：Caroline Webster Schermerhorn），昵称“莉娜”（英語：Lina），又被称为“威廉·阿斯特夫人”或“阿斯特夫人”（英語：Mrs. William Astor），她是美国商人、金融家、慈善家威廉·阿斯特的妻子，是美国19世纪下半叶上流社会社交圈的杰出名流。

## 外部連結
- 在Find a Grave上的阿斯特夫人